# Вілкпеде
Вілкпеде (лит. Vilkpėdė) — один з районів Вільнюса, у південно-західній частині міста, на лівому березі річки Вілії (Няріс).

## Топонім
Назва Вілкпеде литовською означає «Вовча лапа».

## Географія
Вілкпеде розташований у південно-західній частині міста на лівому березі річки Няріс.
На сході межує з районом Науїнінкай та Науяместіс, на півночі з Жверинасом та Каролінішкес, на заході з Лаздинай, на південному заході з Аукштеї-Панеряй.
Площа району — 10.3 ка². Будівлі займають 2/3 площі Вілкпеде, ліси та парки — 1/3. На території Вілкпеде розташований найбільший у Вілюнюсі парк Вінґіс, площею 162 га. Житлова зона не перевищує чверті площі забудови, з яких 3/4 зайнято складами та гаражами, будівлями виробничого, адміністративного та комерційного призначення.

## Історія
Вілкпеде було передмісті Вільнюса вже у XIV столітті та належало великому князю. У XVI столітті Вілкпеде належав єзуїтам. Тут була цегельня, яка виробляла цеглу для цілого Вільнюса.

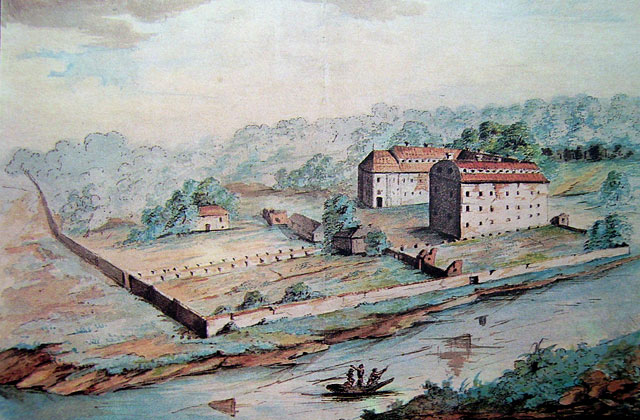
Палац Радзивілів у парку Вінґіс. Марцеліс Янушевичус, 1836 рік

У 1862 році через Вілкпеде пролягла залізниця Санкт-Петербург — Варшава. 1912 року почала діяти Вілкпедська лікарня, будівництво якої тривало з 1905 по 1911 рік. З 1912 по 1953 роки вона була лікарнею залізниці Санкт-Петербург — Варшава, у 1953 — 1993 роках — Прибалтійської залізниці. У 1992 році лікарня була передана Вільнюському міському самоврядуванню. 1997 року лікарня була реорганізована.
У 1930-х роках XX столітті Вілкпеде все ще був передмістям Вільнюса, забудований переважно одноповерховими дерев'яними будинками. Проте у Вілкпеде вже тоді почав розвиватися як промисловий район, була побудована тютюнова фабрика, олійниця (згоріла у 1932 році, але була відновлена).
З 1950 року почалось будівництво промислових підприємства, і Вілкпеде став головним промисловим районом міста.
Нині у Вілкпеде налічується близько 700 підприємств. Найбільшими з них: «AB Silikatas», «Plasta AB», «Vilniaus Vingis AB», м'ясокомбінат, меблевий комбінат та інші.
У 1961 році почалось зведення багатоповерхівок, нині це проспект Саванорю.
На території Вілкпеде розташований костел Божого Провидіння, Центральна бібліотека м. Вільнюса, Литовська бібліотека для сліпих, термофікаційна станція, Вілкпедська лікарня, Литовський монетний двір, Центральний офіс банку «Swedbank», «Віґніський регбійний стадіон», легкоатлетичний стадіон «Віґніс» та інші установи.

## Світлини

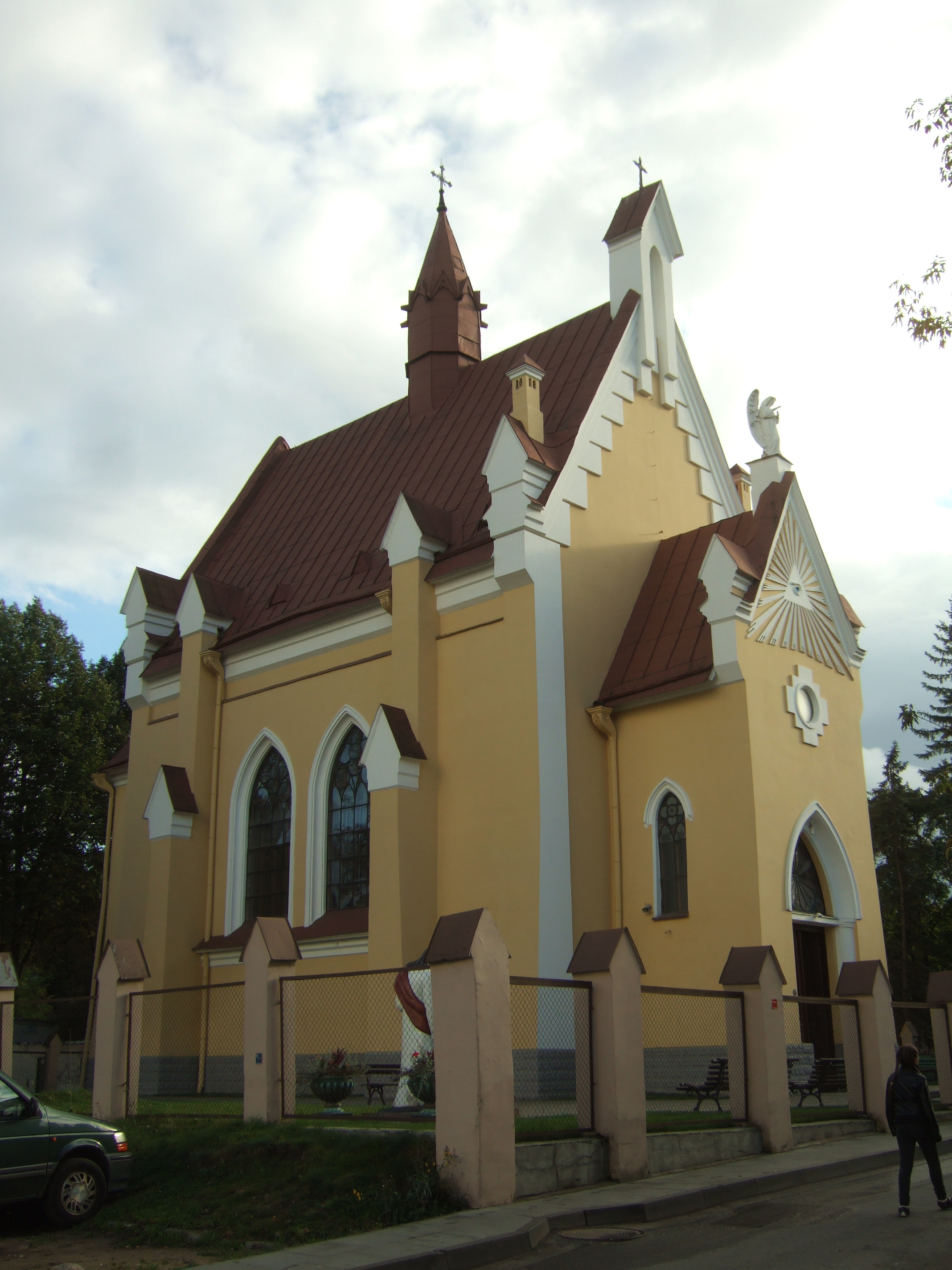
Костел Божого Провидіння
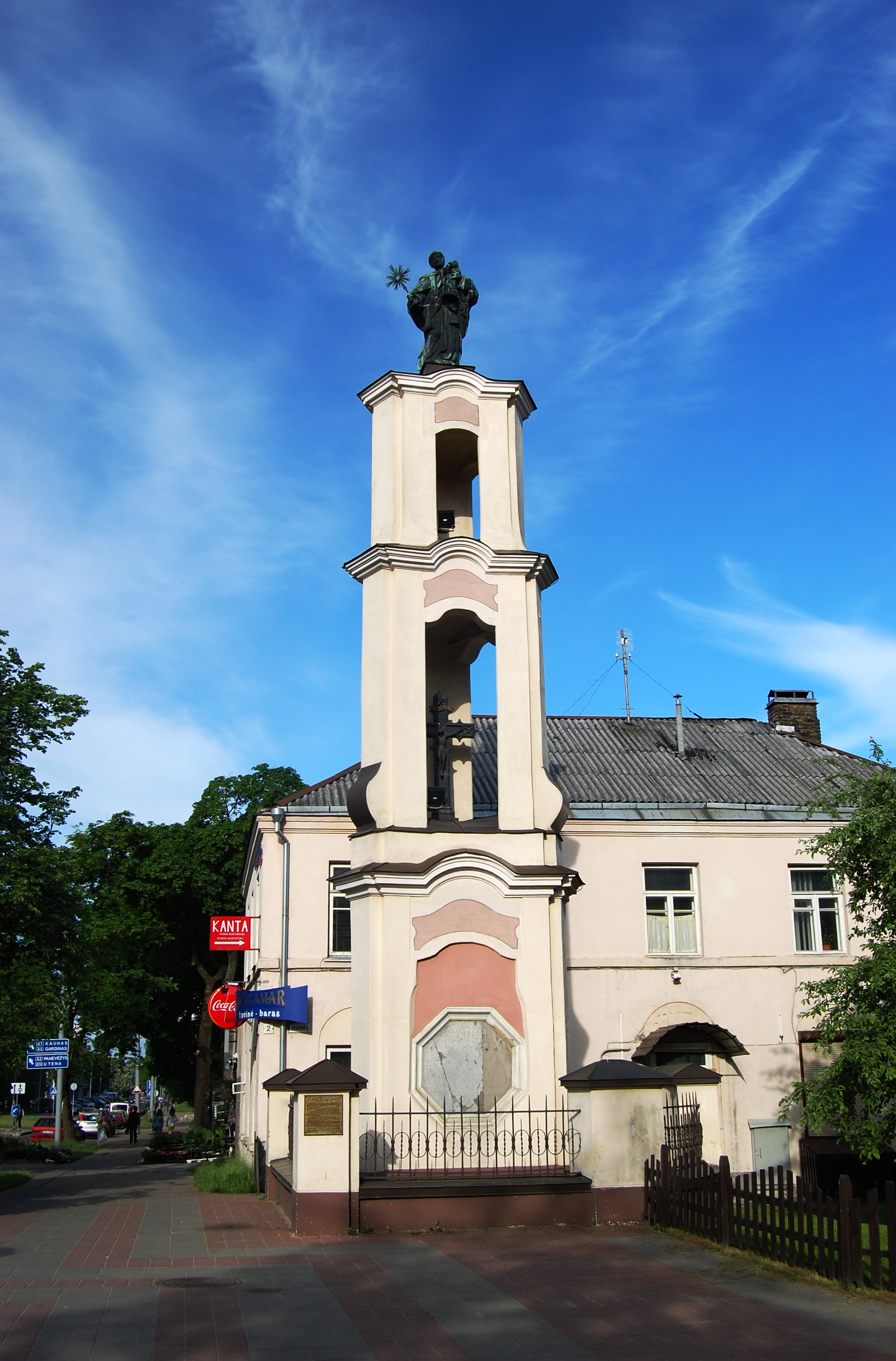
Каплиця Святого Яцека
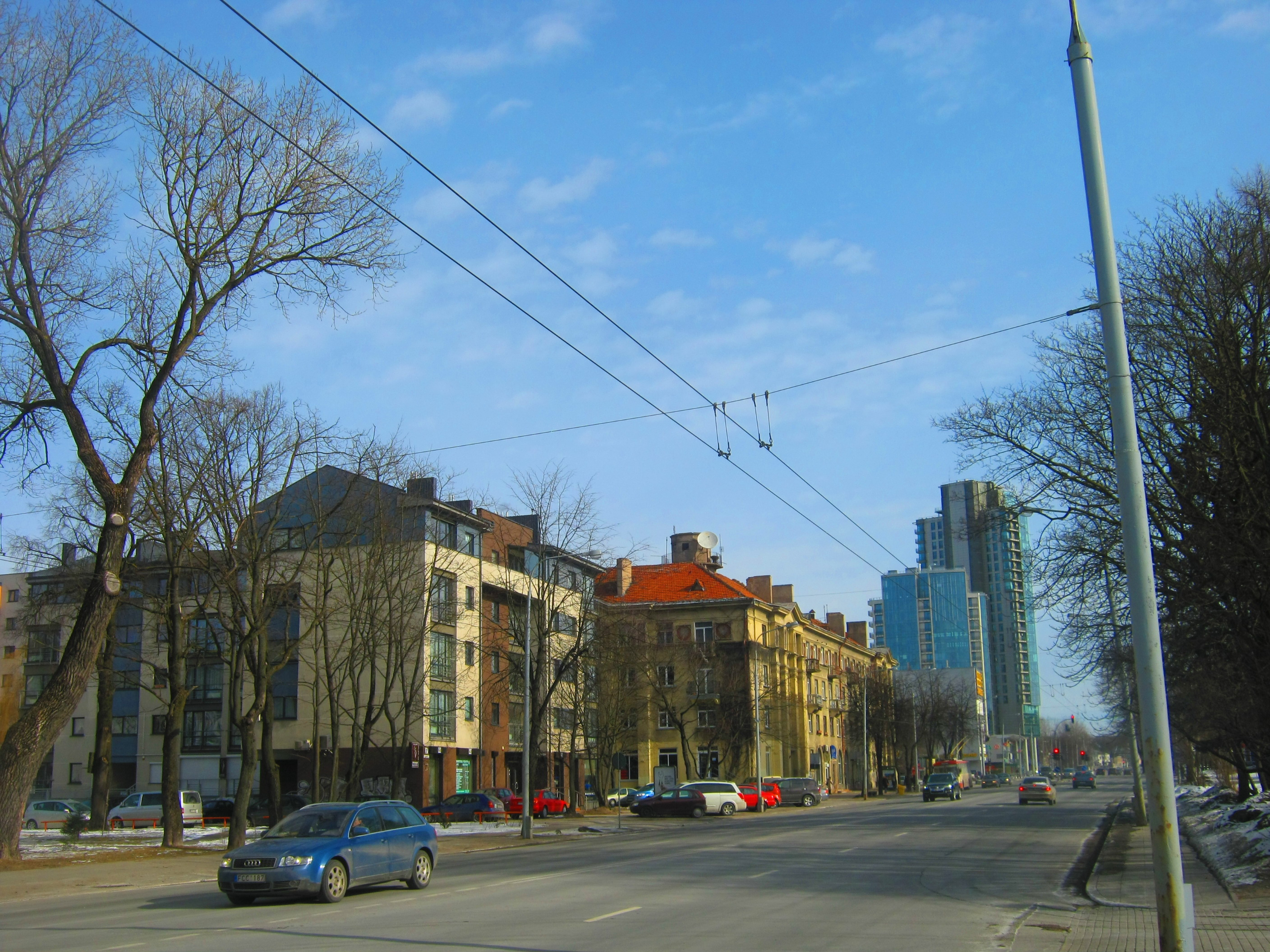
Проспект Саванорю
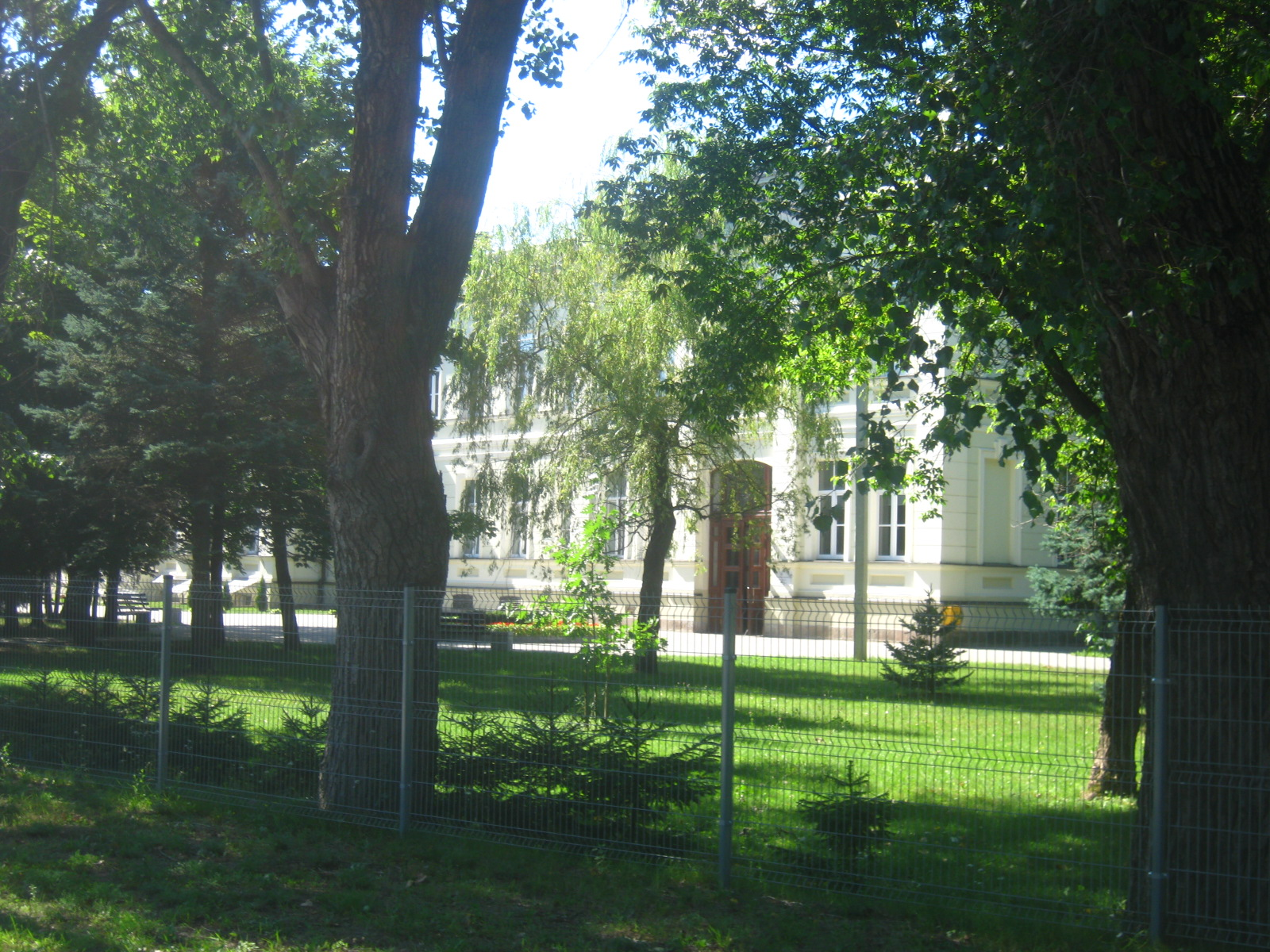
Вілкпедська лікарня

## Населення
У Вілкпеде, за даними перепису населення 2001 року, мешкає близько 24 700 осіб.